# Терцдецима

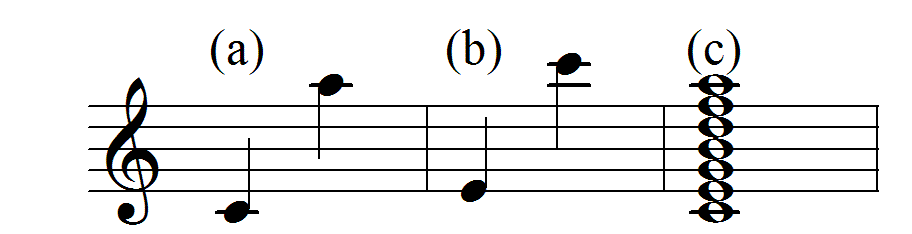
(a) — большая терцдецима, (b) — малая терцдецима, (c) — терцдецимаккорд

Терцде́цима (лат. tredecimus — тринадцатый) — музыкальный интервал, шириной в 13 ступеней, обозначается цифрой 13.
Превышает объём октавы. Чаще всего рассматривается как составной интервал, который состоит из октавы и сексты. Подобно сексте, может быть большой или малой.
Большая терцдецима содержит 21 полутон, малая терцдецима — 20 полутонов.
Термин иногда используется также для интервалов из сексты и двух и более октав.
В джазовой гармонии терцдецима функционально означает шестую терцию над основным тоном.